# Кох, Макс
Макс Йозеф Карл Гвидо Кох (нем. Max Josef Karl Guido Koch; 22 декабря 1855, Мюнхен — 19 декабря 1931, Бреслау) — немецкий литературовед, специалист по немецкой и английской литературам.
Учился в Мюнхене и Берлине, в 1880 г. защитил диссертацию в Марбургском университете, с 1885 г. экстраординарный профессор. Был одним из соучредителей городского Вагнеровского общества. С 1890 г. возглавлял в университете Бреслау новосозданную кафедру новейшей германской литературы, с 1895 г. профессор, в 1924 году вышел в отставку.
Среди основных работ Коха — монографии «О связях немецкой литературы с английской в XVIII веке» (нем. Ueber die Beziehungen der deutschen Litteratur zur englischen im XVIII Jahrhundert; Лейпциг, 1883), «Готшед и реформа немецкой литературы» (нем. Gottsched und die Reform der deutschen Littetatur; Гамбург, 1886), «Национальность и национальная литература» (нем. Nationalität und Nationalliteratur; 1891), очерк о Грильпарцере (нем. Grillparzer, eine Charakteristik; Франкфурт, 1891), «История немецкой литературы после 1600 года» (нем. Geschichte der deutschen Litteratur seit 1600; Лейпциг, 1896) и др. Кох также написал ряд статей (в частности, о Виланде и Платене) для Allgemeine Deutsche Biographie. Труд Коха, посвящённый Шекспиру, вышел в 1888 г. в русском переводе («Шекспир: жизнь и деятельность его. Современные ему — литература и культурный строй») с дополнениями и комментариями Н. И. Стороженко.
В 1885 г. Кох выступил основателем «Журнала сравнительной истории литератур» (нем. Zeitschrift für vergleichende Litteraturgeschichte), выходившего до 1911 года. Редактировал немецкое собрание сочинений Уильяма Шекспира (1882—1884).